# Pop-up (concept)

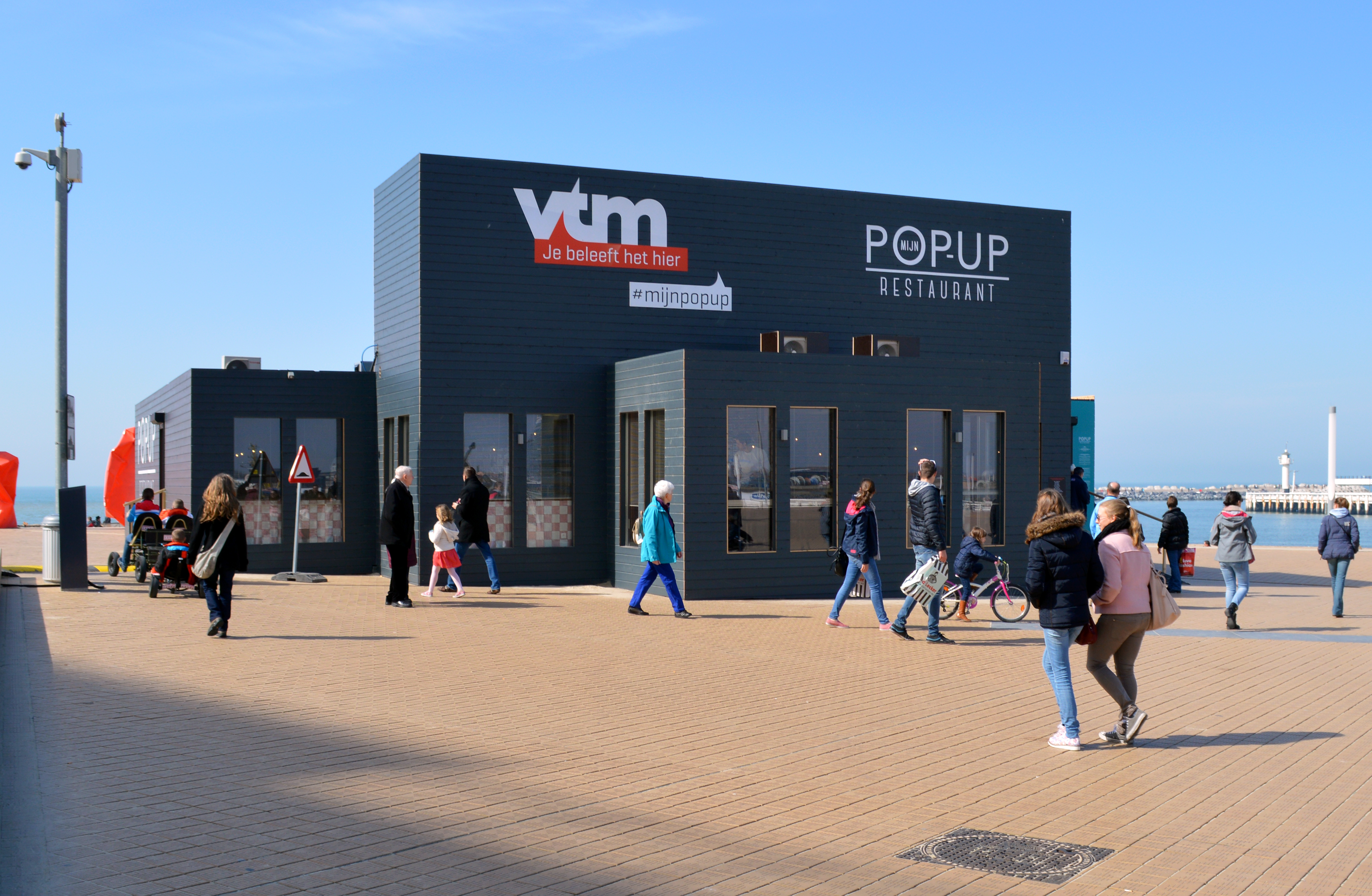
Enkele containers vormen een pop-uprestaurant voor het televisieprogramma Mijn Pop-uprestaurant

Pop-up (uit het Engels, letterlijk opduiken) is een concept dat in principe wijst op de tijdelijke aard van een winkel, museum, restaurant enzovoort. Redenen om te kiezen voor een pop-upvestiging zijn onder andere de mogelijkheid om de markt af te tasten door een laagdrempelige inspanning (bijvoorbeeld: niet gebonden zijn door lange huurcontracten) of de wens om in te spelen op actuele omstandigheden (bijvoorbeeld: in de zomermaanden een pop-upwinkel openen aan een strand). Gemeenten of eigenaren van een pand kunnen ervoor kiezen om zulke tijdelijke winkels of ateliers aan te trekken, omdat ze zo leegstand willen tegengaan.

## Soorten
Een pop-up kan in verschillende soorten voorkomen:
- Een pop-upwinkel is de meest voorkomende vorm van een pop-up: zo'n winkel komt meestal in een tijdelijk leegstaande ruimte of ruimte die te huur is. Tijdens evenementen kunnen pop-upwinkels die aansluiten op de interessesfeer van het doelpubliek ook in speciaal opgerichte locaties geopend worden.
- Een pop-upbar: speciale zomerbars in een stadscentrum, vaak met zand op (een stuk van) de vloer en een zomerse inrichting.
- Een pop-uprestaurant, mede bekend geworden door het gelijknamige tv-programma.
- Een pop-upmuseum, een tijdelijke tentoonstelling die bijvoorbeeld kan worden ingericht wanneer een museum sluit voor renovatie.
- Een pop-uptoilet, een toilet dat zich ondergronds bevindt en indien gewenst op straatniveau kan worden getild. Deze volautomatische toiletten zijn onder meer in Amsterdam te zien.[3]